# 平野昭一
平野 昭一（ひらの しょういち、1943年1月19日 - 2016年10月24日）は、日本の経営者。キャタピラージャパン社長を務めた。

## 経歴
神奈川県出身。1965年に早稲田大学第一理工学部を卒業し、同年にキャタピラー三菱(のちのキャタピラージャパン)に入社。
2000年に取締役に就任し、2002年に常務を経て、2007年6月から2010年7月までに社長を務めた。
2016年10月24日、心不全のため死去。73歳没。